# M47 Patton
M47 Patton je střední tank, který vznikl po skončení druhé světové války ve Spojených státech. Byl pojmenován po slavném generálu Pattonovi a byl vývojovým nástupcem amerického tanku M46 Patton. V amerických ozbrojených silách sloužil od roku 1952 až do počátku 60. let. Zanedlouho byl následován tankem M48 Patton. Definitivně byl však nahrazen až tankem M60 Patton.

## Uživatelé

### Současní
- Írán – 400 M47 dodáno v 60. letech 20. století. V 70. letech modernizovány na standard M47M.[2] Později následovala nikdy nenasazená modernizace Sabalan, z níž vychází modernizace Tiam z roku 2016. Dle IISS má Írán k roku 2022 k dispozici v aktivní službě 168 tanků M47 a M48.

### Bývalí
- Belgie
- Etiopie – 30 tanků obdrženo z Jugoslávie v roce 1977.[3]
- Francie  – 856 tanků ve službě mezi roky 1954 – 1970.
- Chorvatsko – Přes 20 tanků nasazeno během Chorvatské války za nezávislost. 16 tanků zůstalo ve službě do roku 1996, následně byly vyřazeny.
- Irák – Ukořistěny během Irácko-íránské války. Všechny byly zničeny či sešrotovány.
- Itálie – Obdrženo přes 2 000 tanků.
- Jižní Korea – Obdržela celkem 531 tanků — 463 pro armádu mezi roky 1956 až1959, a 68 pro námořní pěchotu během let 1963 až 1964. Asi tři čtvrtiny tanků M47 byly modernizovány 90mm kanónem M41 z tanku M48, poté kdy byly tyto tanky modernizovány se 105 mm kanónem M68. Poslední M47 byl vyřazen v roce 2007.
- Jordánsko – Získaly 60 ukořistěných íránských tanků od Iráku.
- Jugoslávie – Obdrženo 319 tanků od USA, které se obávaly možného útoku SSSR vůči Jugoslávii v 50. letech.
- Kypr – Ve službě jeden ukořistěný tank.
- Nizozemsko
- Norsko – Obdrželo 2 tanky pro testování před nákupem tanku M48 v roce 1962.
- Pákistán – Vyřazeny během let 2002 – 2003.[4]
- Portugalsko – Obdrženo 161 tanků od USA, ve službě do poloviny 80. let.
- Rakousko – 153 tanků ve službě mezi roky 1957 až 1982. Od roku 1972 se věže vyřazených tanků montovaly do rakouských bunkrů jakožto protitankové dělostřelectvo.
- Řecko – Ve službě 396 tanků, které byly sešrotovány mezi roky 1992 až 1995.
- Saúdská Arábie
- Somaliland
- Somálsko
- Spojené státy americké
- Španělsko
- Turecko – V aktivní službě mělo 1 347 tanků.
- Západní Německo – V aktivní službě mělo 1 102.[5]

### Civilní
- Arnold Schwarzenegger – 1 vyřazený tank M47 rakouské armády je vlastněn Arnoldem Schwarzeneggerem. Během povinné služby v rakouské armádě byl řidičem tanku číslo 331, který mu byl darován roku 1992 a nyní jej používá pro propagaci své charitativní organizace.[6]